# Cemus quilicii
Cemus quilicii är en insektsart som beskrevs av Bonfils 1993. Cemus quilicii ingår i släktet Cemus och familjen sporrstritar. Inga underarter finns listade i Catalogue of Life.